# Hillsboro (Missouri)
Hillsboro è un comune degli Stati Uniti d'America, situato nello Stato del Missouri, nella contea di Jefferson, della quale è il capoluogo.